# Hellraiser: Bloodline
Hellraiser: Bloodline (bra: Hellraiser IV - A Herança Maldita ou Hellraiser IV - Herança Maldita) é um filme estadunidense de 1996, dos gêneros terror e ficção científica, dirigido por Kevin Yagher e Joe Chappelle.
É o quarto filme da série Hellraiser, o último a ter o envolvimento de Clive Barker, o criador da série, e também o capítulo final da cronologia.

## Sinopse
Em 2127, na Base Espacial Minos, o cientista Dr. Paul Merchant (Bruce Ramsay) sente-se culpado, já que seu antepassado Phillip foi o responsável pela abertura das portas do inferno. Merchant sequestra uma nave projetada por ele mesmo e é surpreendido pela equipe de segurança no momento em que invoca Pinhead (Doug Bradley). O cientista é preso e, ao ser interrogado, ele conta a história de sua família e sua herança maldita, e revela ser descendente direto do homem que inventou a Configuração do Lamento capaz de abrir os portões do inferno. Ele tenta convencer a líder do tal grupo sobre a urgência de terminar o que ele havia começado, tentando a todo custo deter, antes que Pinhead e suas legiões dominem a humanidade.

## Elenco
- Bruce Ramsay....Phillip "Toymaker" L'Merchant / John Merchant / Dr. Paul Merchant
- Valentina Vargas.... Angelique
- Doug Bradley.... capitão Elliot Spencer / Pinhead
- Christine Harnos.... Rimmer
- Paul Perri.... Edwards
- Tom Dugan.... Chamberlain
- Pat Skipper.... Carducci
- Jody St. Michael... Monstro do cateter